# Danh sách Bộ của Thái Lan
Bộ (Thái: กระทรวง Krasuan) là cơ quan hành pháp thuộc Chính phủ Thái Lan.Mỗi Bộ đều do một Bộ trưởng Nhà nước đứng đầu (Thái: รัฐมนตรีว่าการกระทรวง, Ratthamontri Wa Kan Krasuang),tùy thuộc vào Thủ tướng mỗi Bộ có Thứ trưởng khác nhau (Thái: รัฐมนตรีช่วยว่าการกระทรวง).

## Danh sách Bộ
| Tên                                                  | Tên                                       | Tên                                                             | Thành lập | Dấu hiệu |
| Tiếng Việt                                           | Tiếng Thái                                | La Tinh (TTLT)                                                  | Thành lập | Hình ảnh |
| ---------------------------------------------------- | ----------------------------------------- | --------------------------------------------------------------- | --------- | -------- |
| Văn phòng Thủ tướng                                  | สำนักนายกรัฐมนตรี                            | Samnak Nayok Ratthamontri                                       | 1932      |          |
| Bộ Quốc phòng                                        | กระทรวงกลาโหม                             | Krasuang Kalahom                                                | 1887      |          |
| Bộ Ngoại giao                                        | กระทรวงการต่างประเทศ                       | Krasuang Kan Tang Prathet                                       | 1875      |          |
| Bộ Nội vụ                                            | กระทรวงมหาดไทย                            | Krasuang Mahatthai                                              | 1892      |          |
| Bộ Tư pháp                                           | กระทรวงยุติธรรม                             | Krasuang Yuttitham                                              | 1891      |          |
| Bộ Tài chính                                         | กระทรวงการคลัง                             | Krasuang Kan Khlang                                             | 1873      |          |
| Bộ Thương mại                                        | กระทรวงพาณิชย์                              | Krasuang Phanit                                                 | 1892      |          |
| Bộ Công nghiệp                                       | กระทรวงอุตสาหกรรม                          | Krasuang Utsahakam                                              | 1942      |          |
| Bộ Nông nghiệp và Hợp tác xã                         | กระทรวงเกษตรและสหกรณ์                      | Krasuang Kaset Lae Sahakon                                      | 1892      |          |
| Bộ Giao thông vận tải                                | กระทรวงคมนาคม                             | Krasuang Khamanakhom                                            | 1912      |          |
| Bộ Tài nguyên và Môi trường                          | กระทรวงทรัพยากรธรรมชาติและสิ่งแวดล้อม          | Krasuang Sapphayakon Thammachat Lae Sing Waet Lom               | 2002      |          |
| Bộ Năng lượng                                        | กระทรวงพลังงาน                             | Krasuang Phalang Ngan                                           | 2002      |          |
| Bộ Kinh tế số và Xã hội                              | กระทรวงดิจิทัลเพื่อเศรษฐกิจและสังคม              | Krasuang Digital Phuea Setthakit Lae Sangkhom                   | 2016      |          |
| Bộ Phát triển Xã hội và An ninh con người            | กระทรวงการพัฒนาสังคมและความมั่นคงของมนุษย์      | Krasuang Kan Phatthana Sangkhom Lae Khwam Man Khong Khong Manut | 2002      |          |
| Bộ Lao động                                          | กระทรวงแรงงาน                             | Krasuang Raeng Ngan                                             | 1993      |          |
| Bộ Y tế Công cộng                                    | กระทรวงสาธารณสุข                           | Krasuang Satharanasuk                                           | 1942      |          |
| Bộ Du lịch và Thể thao                               | กระทรวงการท่องเที่ยวและกีฬา                   | Krasuang Kan Thong Thiao Lae Kila                               | 2002      |          |
| Bộ Văn hóa                                           | กระทรวงวัฒนธรรม                            | Krasuang Watthanatham                                           | 2002      |          |
| Bộ Giáo dục Đại học, Khoa học, Nghiên cứu và Đổi mới | กระทรวงการอุดมศึกษา วิทยาศาสตร์ วิจัยและนวัตกรรม | Krasuang Kan Udomsueksa Witthayasat Wijai Lae Nawattakam        | 2019      |          |
| Bộ Giáo dục                                          | กระทรวงศึกษาธิการ                           | Krasuang Sueksathikan                                           | 1892      |          |

## Lịch sử
Trong thời kỳ Rattanakosin,Vương Quốc được cai trị giống trong thời kỳ Ayutthaya.Có 2 chức quan quản lý công việc Quân đội như Quan võ "Samuhakalahom" (Thái: สมุหกลาโหม) và quản lý công việc Dân sự Quan văn  "Samuhanayok" (Thái: สมุหนายก).Quan văn được chia thành 4 "Kroms " (Thái: กรม),đứng đầu là "Senabodi" (Thái: เสนาบดี)hoặc Thư ký thường trực.Chính quyền kiểu này được gọi là "Chatusadom" (Thái: จตุสดมภ์):
| Tên                              | Tên Thái              | Đứng đầu | Mục đích                                |
| -------------------------------- | --------------------- | -------- | --------------------------------------- |
| Krom Nakhonban hoặc Kromma Wiang | กรมนครบาล หรือ กรมเวียง | Senabodi | Các thành phố và chính quyền địa phương |
| Kromma Wang                      | กรมวัง                 | Senabodi | Hoàn cung                               |
| Kromma Khlang                    | กรมคลัง                | Senabodi | Tài sản và Giao thương                  |
| Kromma Na                        | กรมนา                 | Senabodi | Nông nghiệp và đất đai                  |

### Rama V
Vua Chulalongkorn (Rama V),vị vua được du học tại châu Âu và đi khắp nơi,quyết định cải cách đất nước. Năm 1875, ông đã ban hành một sắc lệnh hoàng gia để cải cách, phân chia và tạo ra nhiều cơ quan.Hệ thống tổ chức cũ bị sụp đổ.
Rama V cải cách ra 6 Bộ đứng đầu là Bộ trưởng Nhà nước 
| Tên               | Tên Thái          | Đứng đầu  | Mục đích                                   |
| ----------------- | ----------------- | --------- | ------------------------------------------ |
| Bộ Mahatthai      | กระทรวงมหาดไทย    | Bộ trưởng | Chính quyền địa phương và khu vực Bắc Thái |
| Bộ Kalahom        | กระทรวงกลาโหม     | Bộ trưởng | Quân sự và khu vực Nam Thái                |
| Bộ Nakhonban      | กระทรวงนครบาล     | Bộ trưởng | Bangkok và các khu vực xung quanh          |
| Bộ Wang           | กระทรวงวัง         | Bộ trưởng | Hoàng cung                                 |
| Bộ Kan Khlang     | กระทรวงการคลัง     | Bộ trưởng | Tài chính và thương mại                    |
| Bộ Kasettrathikan | กระทรวงเกษตราธิการ | Bộ trưởng | Nông nghiệp và đất đai                     |

Sau đó 4 bộ được bổ sung:
| Tên                 | Tên Thái            | Đứng đầu  | Mục đích                                                   |
| ------------------- | ------------------- | --------- | ---------------------------------------------------------- |
| Bộ Kan Tang Prathet | กระทรวงการต่างประเทศ | Bộ trưởng | Ngoại giao và đối ngoại                                    |
| Bộ Yuttitham        | กระทรวงยุติธรรม       | Bộ trưởng | Tư pháp và ngành tư pháp                                   |
| Bộ Yothathikan      | กระทรวงโยธาธิการ     | Bộ trưởng | Giao thông vận tải và truyền thông (đường sắt và điện tín) |
| Bộ Thammakan        | กระทรวงธรรมการ      | Bộ trưởng | Giáo dục                                                   |

Năm 1900 toàn bộ cơ cấu được hoàn thành. Mười bộ trở thành trung tâm của chính phủ Xiêm và luật. Sau khi Cách mạng năm 1932, hầu hết các Bộ được giữ lại bởi nhóm Khana Ratsadon, tuy nhiên các Bộ trưởng được Thủ tướng chọn lựa chứ không phải Quốc vương nữa.